# 廣域市 (韓國)
广域市（韓語：광역시）是韩国的一级行政区之一，性質類似於漢語圈的直轄市。
韓國的廣域市，在1995年以前都是中央直辖市，但在朴正熙、全斗煥擔任總統時期停止首長與議會普選，1991年後才逐漸恢復實施地方自治。其後根據《地方自治法》而改制，成為韓國的地方自治團體。根據設置標準，人口聚集達100萬人以上的大城市才可設置為廣域市。
現時除了首都首尔特别市（1946年8月15日成立），共設有6個廣域市，分別如下：
- 釜山广域市（부산 광역시）1963年1月1日成立。原属于庆尚南道。
- 大邱广域市（대구 광역시）1981年7月1日成立。原属于庆尚北道。
- 仁川广域市（인천 광역시）1981年7月1日成立。原属于京畿道。
- 光州广域市（광주 광역시）1986年11月1日成立。原属于全罗南道。
- 大田广域市（대전 광역시）1989年1月1日成立。原属于忠清南道。
- 蔚山广域市（울산 광역시）1997年7月15日成立。原属于庆尚南道。

其餘人口聚集達100萬人以上（截至2021年4月），未設立為廣域市的城市（皆為特例市）：
- 水原市（수원시），屬京畿道，人口1,185,532人。
- 高陽市（고양시），屬京畿道，人口1,080,736人。
- 龍仁市（용인시），屬京畿道，人口1,076,773人。
- 昌原市（창원시），屬慶尚南道，人口1,034,705人。

## 現況
本表依照2024年人口數排序：
| 名稱       | 人口      | 面積 （km²） | 密度 （人/km²） |
| ---------- | --------- | ------------ | --------------- |
| 釜山廣域市 | 3,343,903 | 769.8        | 4,343.9         |
| 仁川廣域市 | 3,000,043 | 1,049.7      | 2,858.0         |
| 大邱廣域市 | 2,412,642 | 883.54       | 2,730.7         |
| 大田廣域市 | 1,439,687 | 540.1        | 2,665.6         |
| 光州廣域市 | 1,409,624 | 501.2        | 2,812.5         |
| 蔚山廣域市 | 1,098,312 | 1,060.2      | 1,035.9         |

## 外部連結
- 自治体国際化協会編『韓国の地方自治』 （页面存档备份，存于）（自治体国際化協会）